# بنكسية دريندرانية
بنكسية دريندرانية (الاسم العلمي:Banksia dryandroides) هي نوع نباتي يتبع جنس البنكسية من فصيلة البروطية.